# 諾斯利 (英國國會選區)

選區在默西賽德郡的位置

諾斯利（英語：Knowsley），英國國會一郡選區，位於默西賽德郡諾斯利都會自治市北部，包括十五個地方選區。
設於2010年。2010年大選中，先後在北諾斯利和北諾斯利和東塞夫頓選區任議員的、工黨的喬治·豪沃思以70.9%選票在該區連任成功。